# Yangudi
Le Yangudi est un volcan d'Éthiopie.